# Kanekoa lucidula
Kanekoa lucidula är en skalbaggsart som beskrevs av Holzschuh 1999. Kanekoa lucidula ingår i släktet Kanekoa och familjen långhorningar. Inga underarter finns listade i Catalogue of Life.